# Abbaye de Preuilly
Ne doit pas être confondu avec Abbatiale Saint-Pierre de Preuilly-sur-Claise.
Pour les articles homonymes, voir Preuilly.
L'abbaye de Preuilly ou abbaye de Prully est une ancienne abbaye cistercienne située sur la commune d'Égligny, dans le département français de Seine-et-Marne.
Cinquième fille de Cîteaux, elle est fondée en 1118 et se trouve de nos jours à l'état de ruines.

## Historique
Étienne Harding confie à Artaud, condisciple de saint Bernard et accompagné d'une douzaine d'hommes, la création de l'abbaye, qui est la cinquième abbaye-fille de Cîteaux et la première qui ne soit pas une abbaye primaire.
La construction de l'abbatiale commence vers 1170 et se termine vers 1200. L'établissement prospère rapidement grâce au soutien de Thibaut IV de Champagne et de la mère de celui-ci, Adèle de Blois.
En 1127, les moines de Preuilly fondent à leur tour l'abbaye de Vauluisant. Preuilly est aussi à l'origine de la fondation de l'abbaye de Barbeau.
La plus ancienne charte royale connue de Preuilly date de 1138.
L'original sur parchemin d'une seconde charte royale, datée de 1140, a été découverte courant 2011 par l'expert Roch de Coligny : elle émane du roi Louis VII, et concerne la donation d'un désert situé in Istia et in Torelio. C'est un parchemin écrit en latin, et signé par le grand monogramme du roi.
Une bulle de 1158, signée par le pape Adrien IV, confirme les biens et privilèges de Preuilly.
En 1318, l'abbaye se retrouve à la tête de 17 granges et de 10 moulins notamment.
Le domaine est affermé à la fin du XIVe siècle et en 1491.
En 1536, le premier abbé commendataire est Jacques d'Escoubleau de Sourdis, évêque de Maillezais. L'abbaye possédait une maison à Paris, appelée « hôtel de Preuilly».

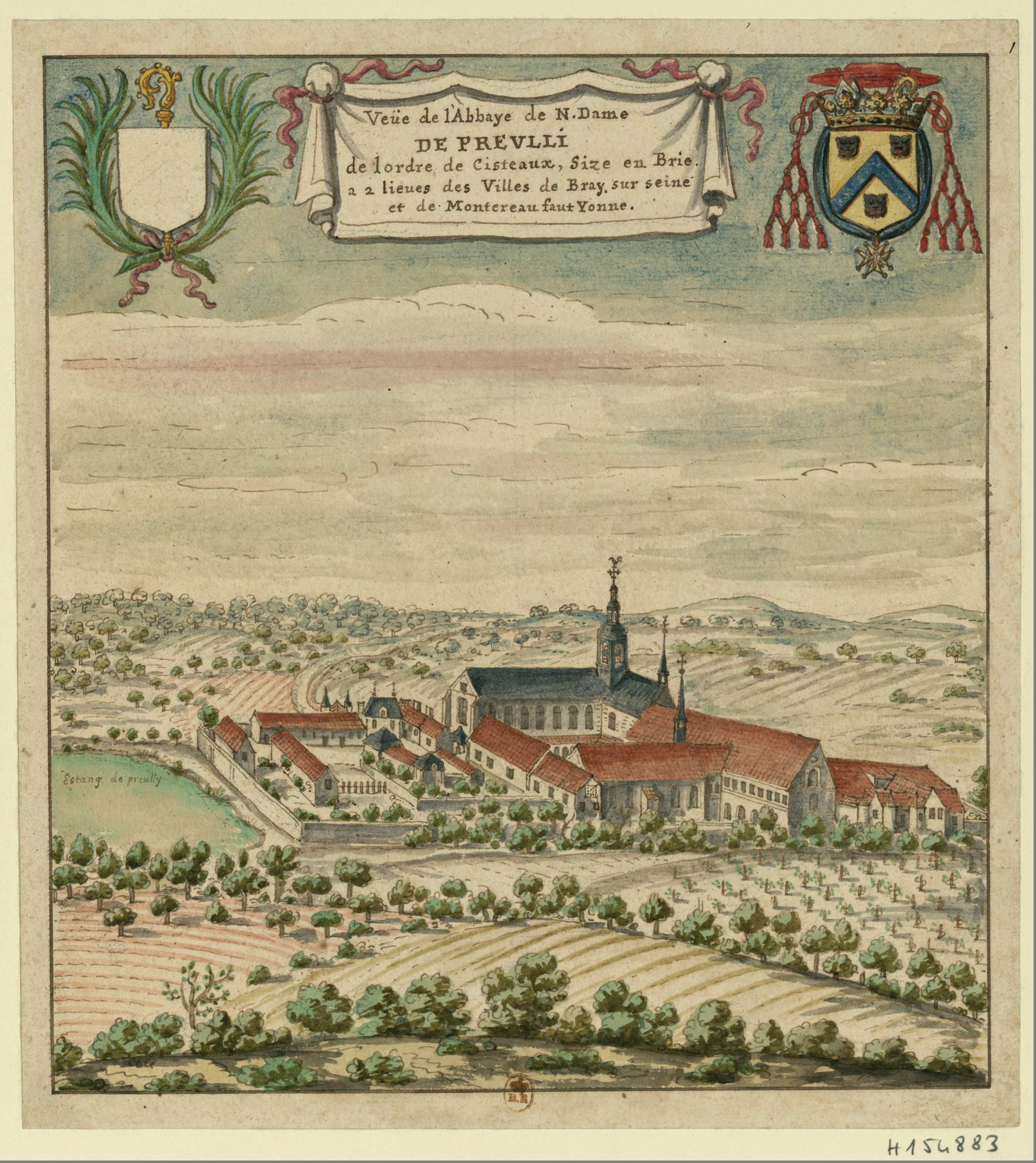
L'abbaye en 1704.

En 1686, les biens de l'abbaye sont partagés en trois lots. En 1789, le quarante cinquième et dernier abbé est Charles-François de La Rochefoucauld, député du clergé de Provins. Il n'y a plus que dix religieux à Preuilly lors de la dissolution de la communauté le 25 novembre 1790.
Les bâtiments conventuels et l'église sont déclarés « biens nationaux  » et mis en adjudication le 28 avril 1791 en plusieurs lots. La démolition se poursuit jusqu'à ce que le Docteur Henri-Marie Husson rachète, de 1829 à 1842, les divers lots de l'ancien monastère démantelé, lui redonnant ainsi son unité de naguère. Son fils acquiert la dernière pièce, le logis abbatial, en 1866. Les démolitions sont stoppées.
Vers 1860, une chapelle est aménagée dans la chapelle de l'abbé, la sacristie de l'église et l'armarium. L'ancienne abbaye de Preuilly fait l'objet d'un classement au titre des monuments historiques depuis le 5 mars 2004 ; elle avait auparavant fait l'objet d'inscriptions, en 1927, 1943, et 2002, annulées.

## Liste des abbés de Preuilly
- 1118-1139 : Artaud
- 1139-1160 : Nigelle
- 1160-1183 : Hugues
- 1183-1195 : Guy
- 1195-1198 : Étienne Ier
- 1198-1210 : Jean Ier
- 1210-1222 : Aman ou Armand
- 1222-1225 : Pierre Ier l'Ermite
- 1225-1238 : Guilbert
- 1238-1243 : Eudes
- 1242-1246 : Pierre II
- 1246-1249 : Nicolas
- 1249-1253 : Michel
- 1254-1261 : Prosper
- 1261-1270 : Norbert, un fragment de sa dalle funéraire a été offerte au musée du Louvre en 2014[13].
- 1270-1278 : Dudon
- 1279-1296 : Simon Ier
- 1296-1298 : Imbert
- 1298-1316 : Gilbert
- 1312-1332 : Jacques Ier de Dijon
- 1332-1358 : Hervé
- 1358-1362 : Geoffroy
- 1362-1368 : Pierre III
- 1368-1380 : Étienne II de Foissy (devint abbé de Clairvaux)
- 1380-1384 : Simon II
- 1384-1419 : Guérin ou Guéric
- 1419-1434 : Jean II de Rosoy
- 1434-1434 : Pierre IV de Rebais (ne fut abbé qu'un mois à peine et mourut)
- 1434-1436 : Jean III le Fort
- 1436-1462 : Jean IV de Bresle
- 1462-1486 : Vincent de Chalon
- 1486-1505 : Jean V Farel
- 1505-1511 : Pierre V de Villenovette
- 1514-1536 : Matthieu Riollet, dernier abbé régulier
- 1536-1543 : Jacques II d'Escoubleau de Sourdis
- 1543-1614 : Henri d'Escoubleau de Sourdis
- 1614-1625 : François Ier d'Escoubleau de Sourdis
- 1625-1628 : Jean-Baptiste de Villeneuve
- 1628-1678 : François II de Villeneuve
- 1678-1684 : Louis Ier de Forbin de la Marthe
- 1684-1713 : Toussaint de Forbin-Janson[14]
- 1713-1723 : Louis II Abraham d'Harcourt de Beuvron
- 1723-1763 : Antoine-Jérôme Boyvin de Vaurouy
- 1763-1784 : Claude-Marc-Antoine d'Apchon
- 1784-1789 : Charles-François de La Rochefoucauld-Bayers

## L'abbaye aujourd'hui
L'abbaye appartient toujours à la famille Husson. Les vestiges visibles aujourd'hui sont les murs du chœur de l’église jusqu’à la naissance des ogives, les murs latéraux de la nef, le croisillon sud du transept, les soubassements de la salle du chapitre.  
Subsistent aussi, la ferme du Domaine et la grange des Beauvais, objet de recherches dont le but est de mieux connaître l'économie cistercienne. 
L’abbaye de Preuilly est ouverte au public lors des journées du patrimoine, ainsi qu'à l’occasion du pèlerinage annuel de Notre-Dame du Chêne, dernier dimanche de septembre.
Le jeudi 1er octobre 2015, un mât de mesure est monté. Il concerne un projet éolien et est visible du site, en particulier le soir lorsque sa lumière rouge clignotante est allumée.
Les neuf cents ans de l'abbaye ont été marqués par une messe solennelle célébrée par Mgr Nahmias en septembre 2018, pour le pèlerinage à Notre-Dame du Chêne.

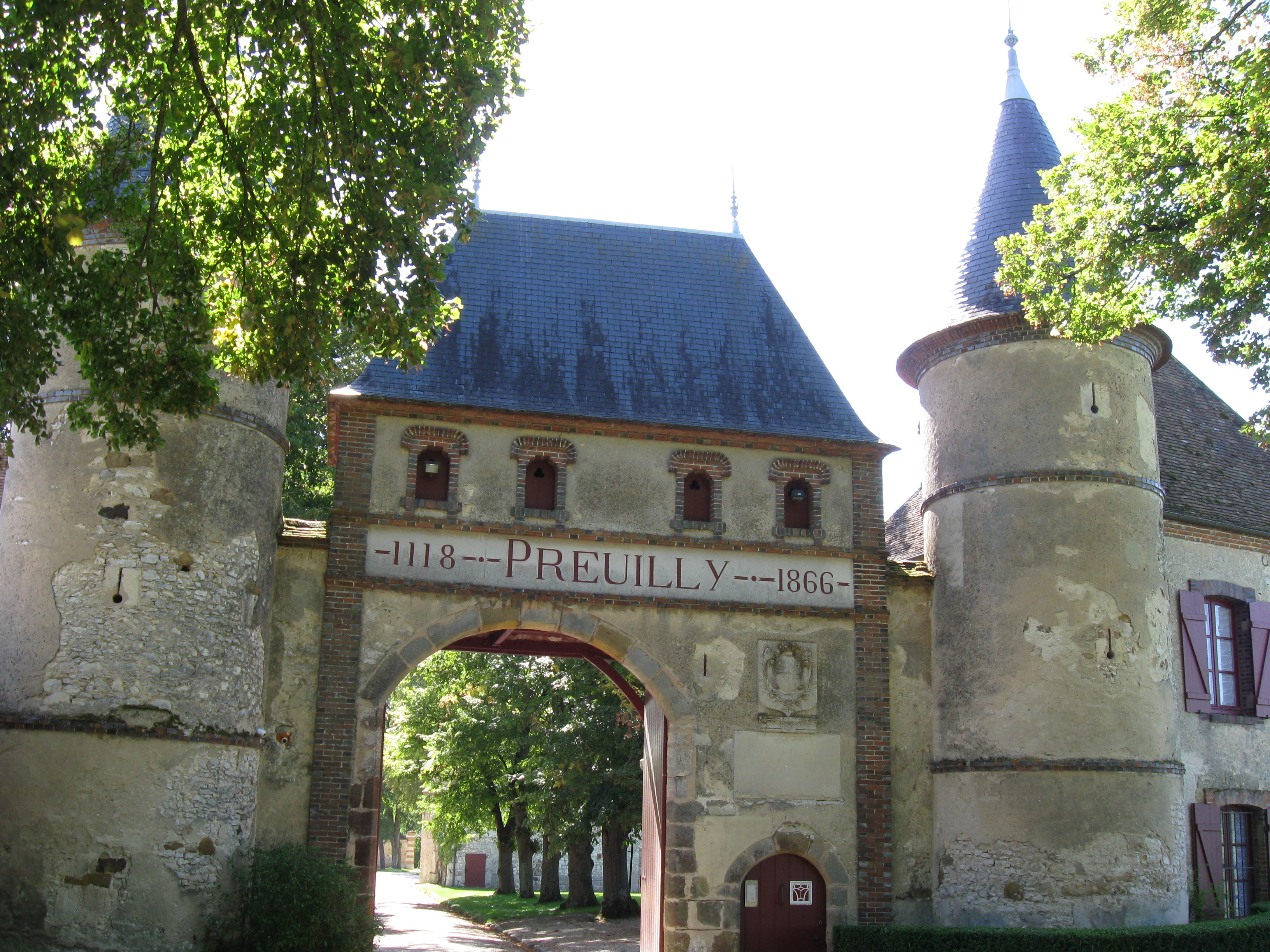
Porche d'entrée.
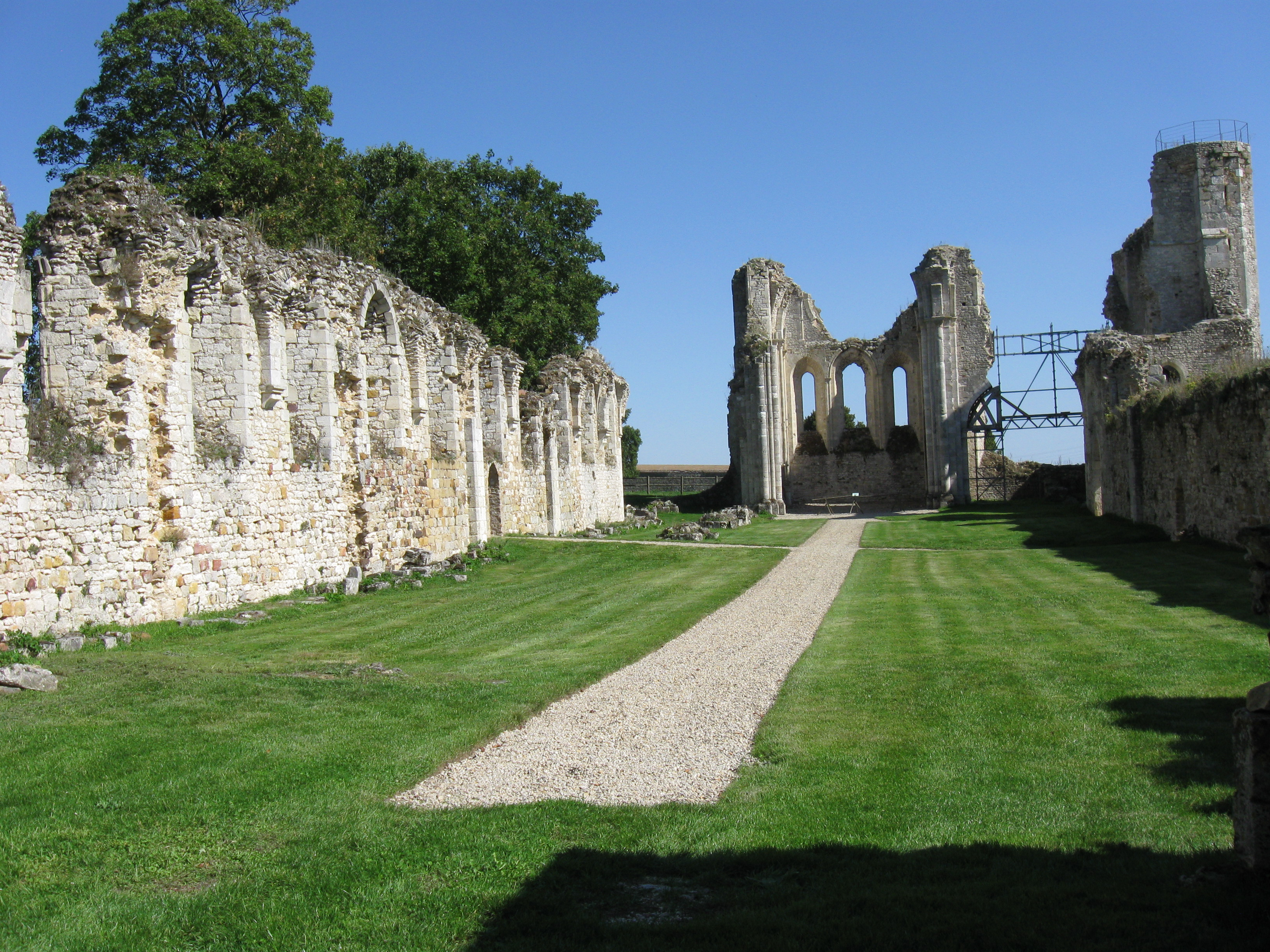
Vestiges de l'abbatiale.
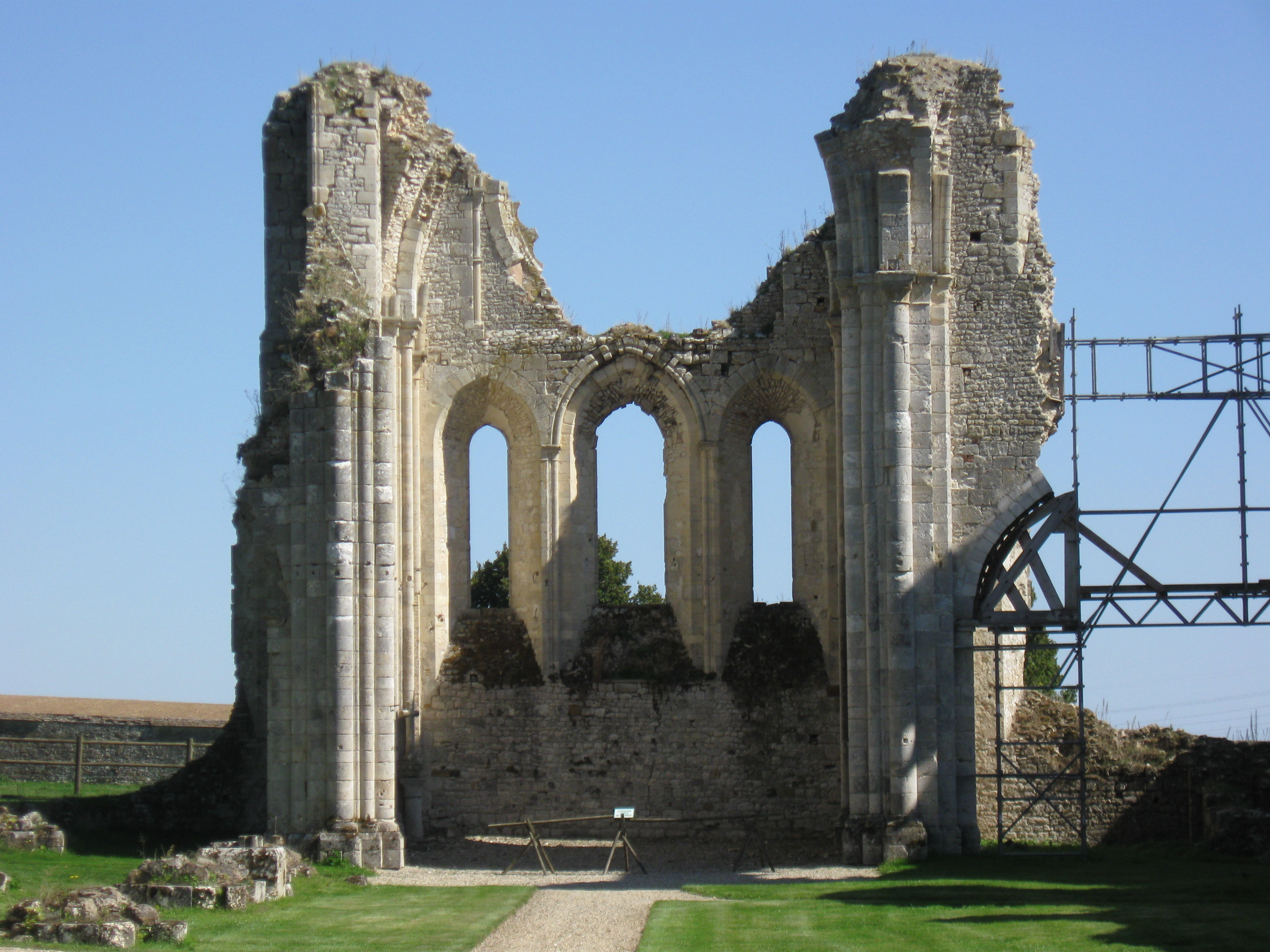
Vestiges du chœur.
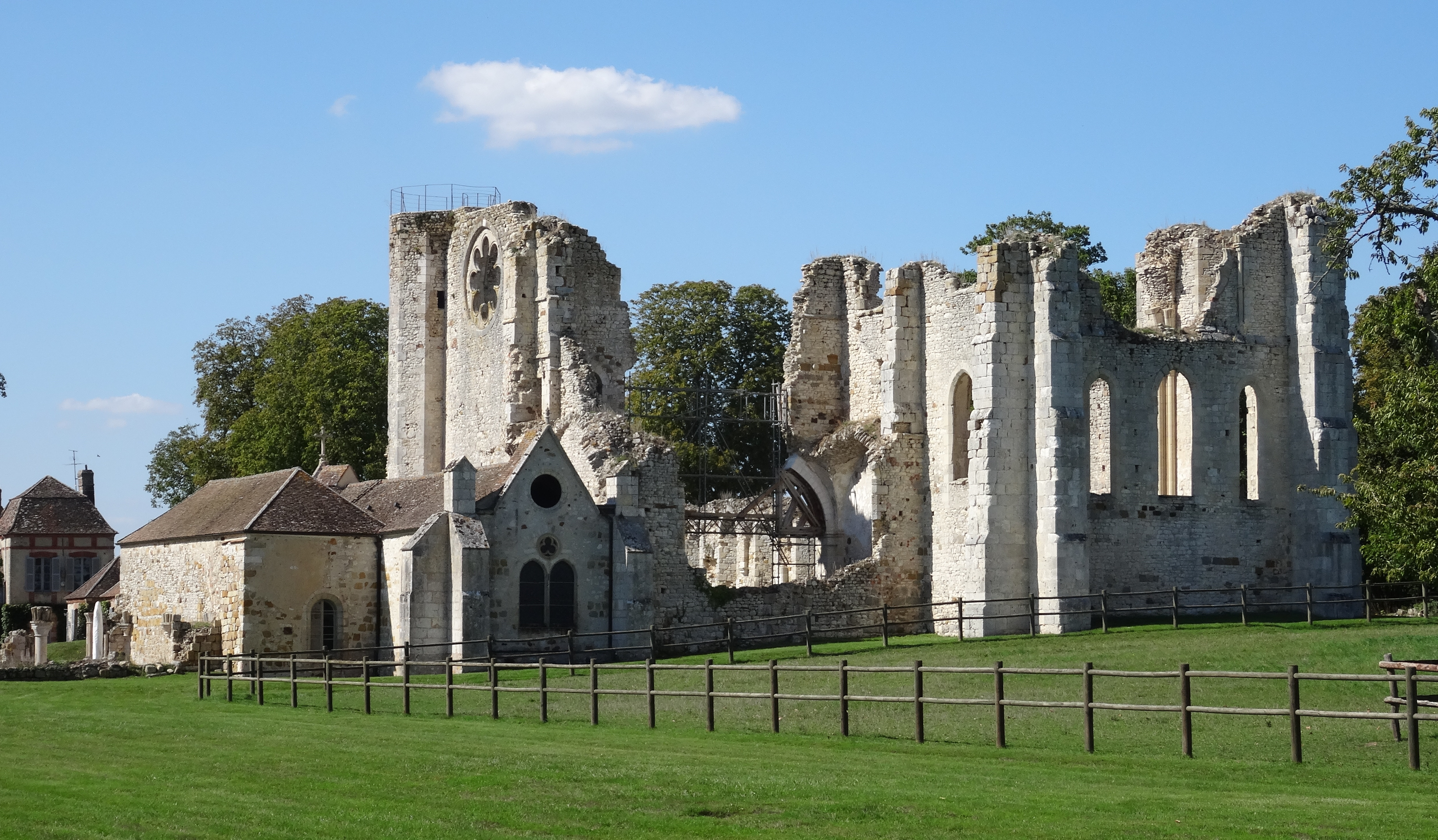
Vue d'ensemble, Chapelle Notre-Dame-du-Chêne.

### Bibliographie

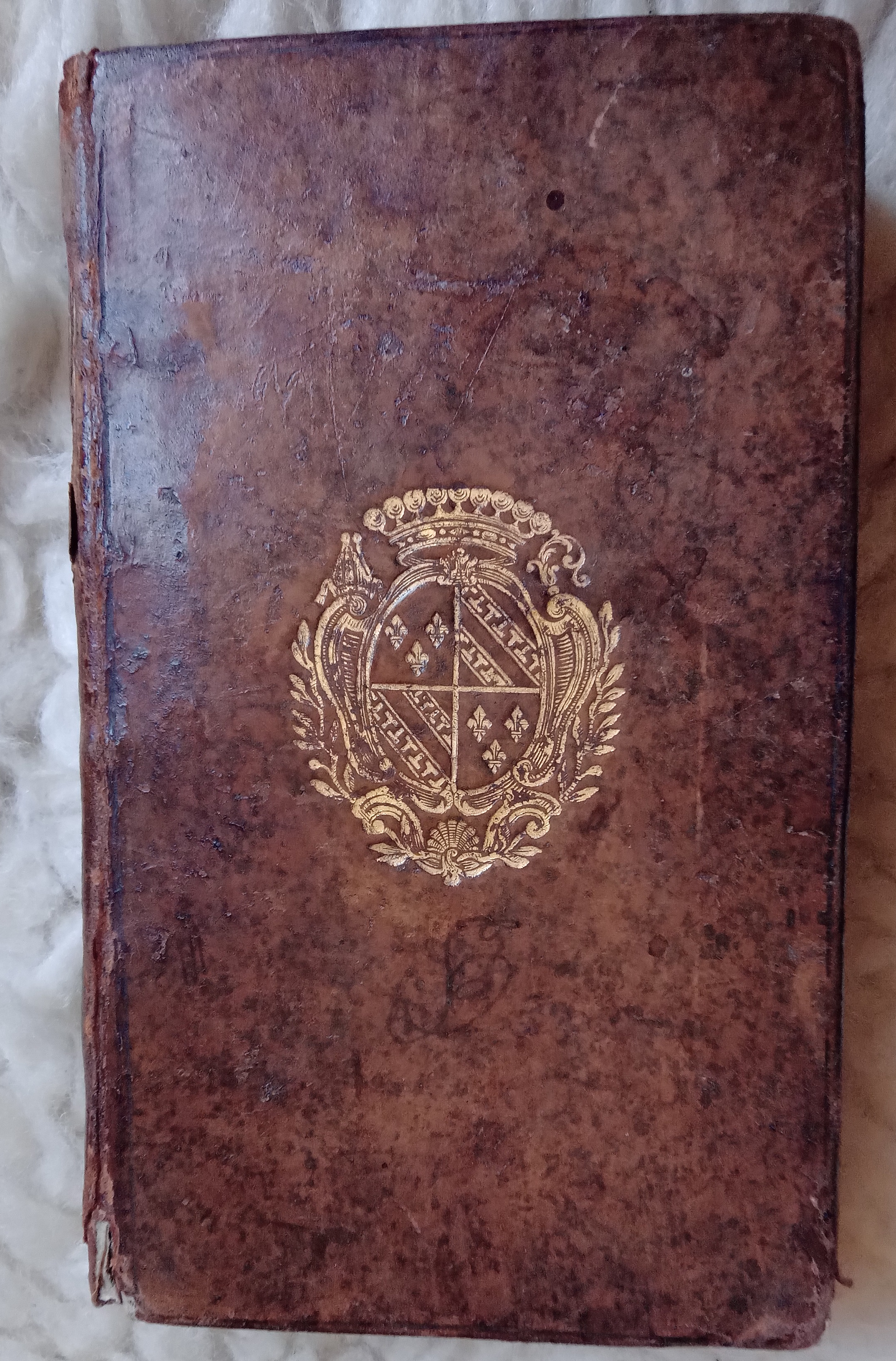
Livre aux armes de l'abbaye de Preuilly, 1728.